# Honda NXR 160 BROS
A Honda NXR 160 BROS é uma motocicleta fabricada pela Honda. Desde o fim de sua predecessora, 150 BROS, é uma das motos mais vendidas do Brasil. 
Pertecence à categoria on-off road. Desde 2019 é fabricada apenas a versão ESDD:
- Electric Starter(ES): Partida elétrica e freio mecânico a tambor nas duas rodas. (Fora de linha desde 2019)
- Electric Starter Dual Disc (ESDD): Partida elétrica e freio a disco na roda dianteira e traseira. (Versão ainda em fabricação)

## Referência
1. ↑  «NXR BROS 160». 2014

2. Ficha Técnica NXR 160 Bros 2014